# Surovina

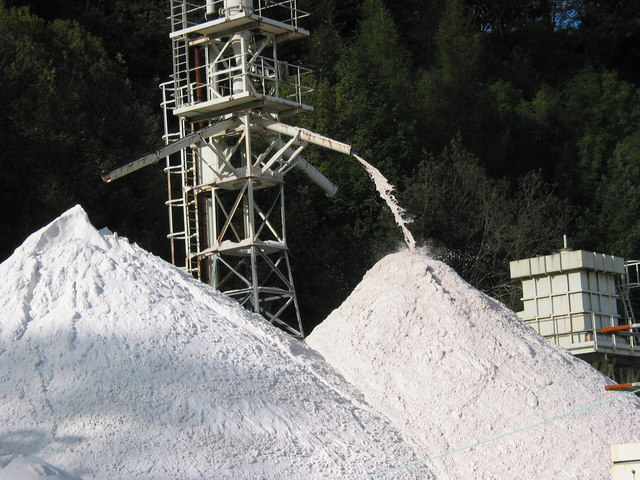
Těžba písku.

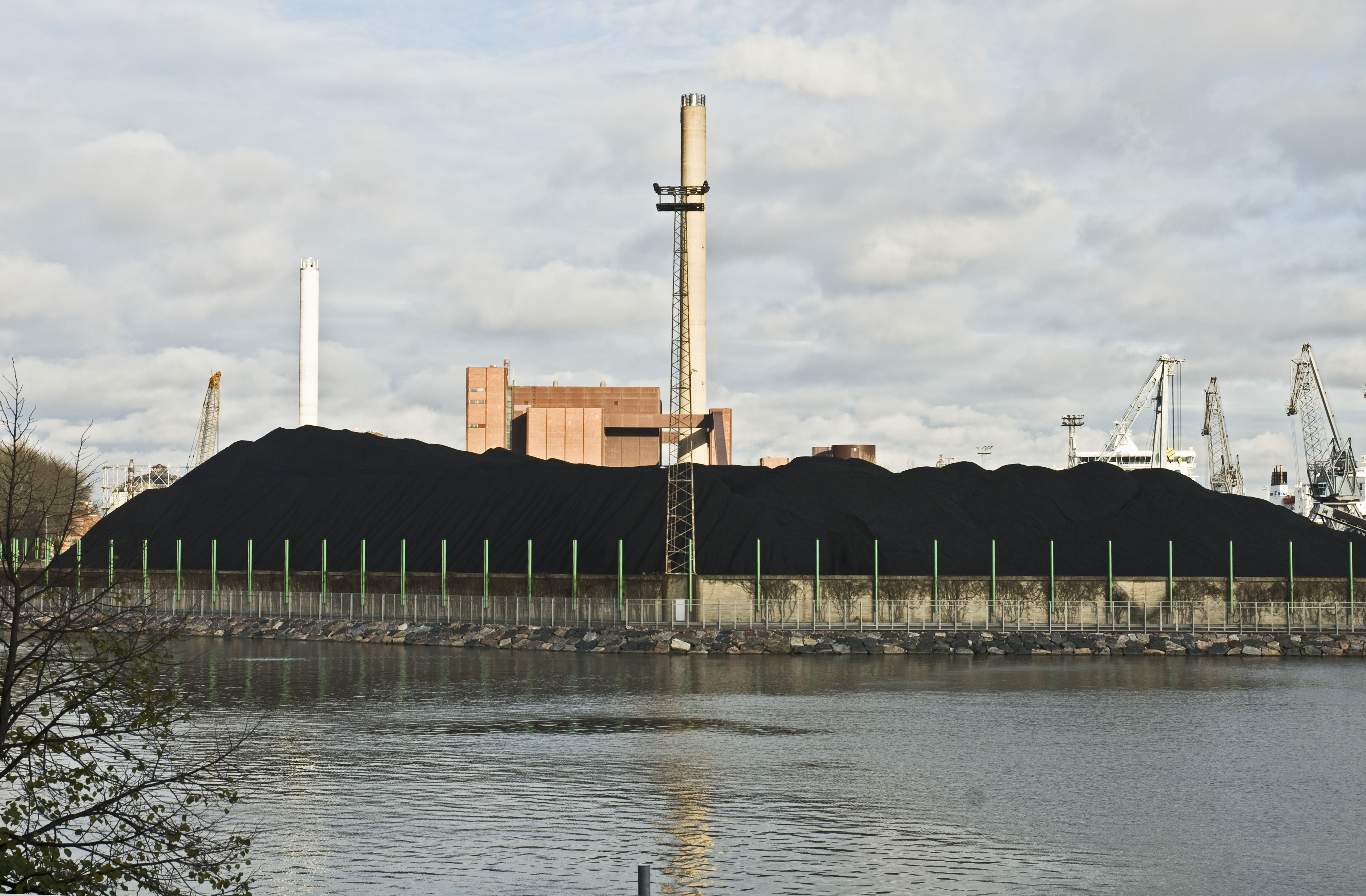
Uhlí u elektrárny ve Finsku.

Surovina je pojem, jímž zpravidla označujeme surovou hmotu.[zdroj?] Jedná se obvykle o dosud nijak nezpracovanou materii, která se nachází v původním přírodním stavu i tvaru a jež slouží coby hmotná látka přímo vstupující do nějakého výrobního technologického procesu. Ze suroviny se obvykle vyrábí polotovar a z polotovaru výrobek. Při některých výrobních postupech pak vznikají primární polotovary zároveň se sekundárním produktem, který bývá někdy označován jako druhotná surovina a lze ho využít pro další výrobu jiného produktu. Historickým příkladem takovéto výroby je například výroba koksu a svítiplynu z uhlí.

## Přírodní suroviny

### Základní suroviny
Základními surovinami (společně se slunečním zářením) jsou pro každý živý organismus pocházející z biosféry planety Země dvě hlavní přírodní entity, jež svým původem pocházejí přímo z prostředí neživé přírody:
- voda
- vzduch

### Další suroviny z prostředí neživé přírody
Zpravidla se jedná o různé typy nerostů, minerálů, hornin, které jsou člověkem přímo těženy, dolovány či jinak získávány z běžného prostředí neživé přírody – např.:
- ropa
- zemní plyn
- kovové rudy
- uhlí
- přírodní kamenivo
- písek
- kaolin
- cihlářská hlína
- vápenec
- kamenná sůl

### Suroviny z prostředí živé přírody
Jako suroviny ale mohou sloužit i různé produkty pocházející z prostředí živé přírody :
- různé ingredience pro vaření, např. zemědělské plodiny (ovoce, zelenina, obiloviny, luštěniny, okopaniny, koření, houby atd.)
- dřevo
- těla živočichů
- přírodní vlákno
- léčivé byliny
- guano

### Zvláštní suroviny
- Jakožto suroviny mohou sloužit i odpadní produkty lidské činnosti zvané odpady, jedná se proces recyklace odpadů respektive surovin, který je šetrný k využívání přírodních zdrojů planety Země. Odpadní surovina je produkt libovolné technologie, který je sám o sobě nevyužitelný, ale upravitelný tak, že z něho může být technologickým zpracováním (fyzikálně, chemicky či jinak) vyroben výrobek s definovatelnými parametry.[zdroj?]